# Raptor (raketmotor)

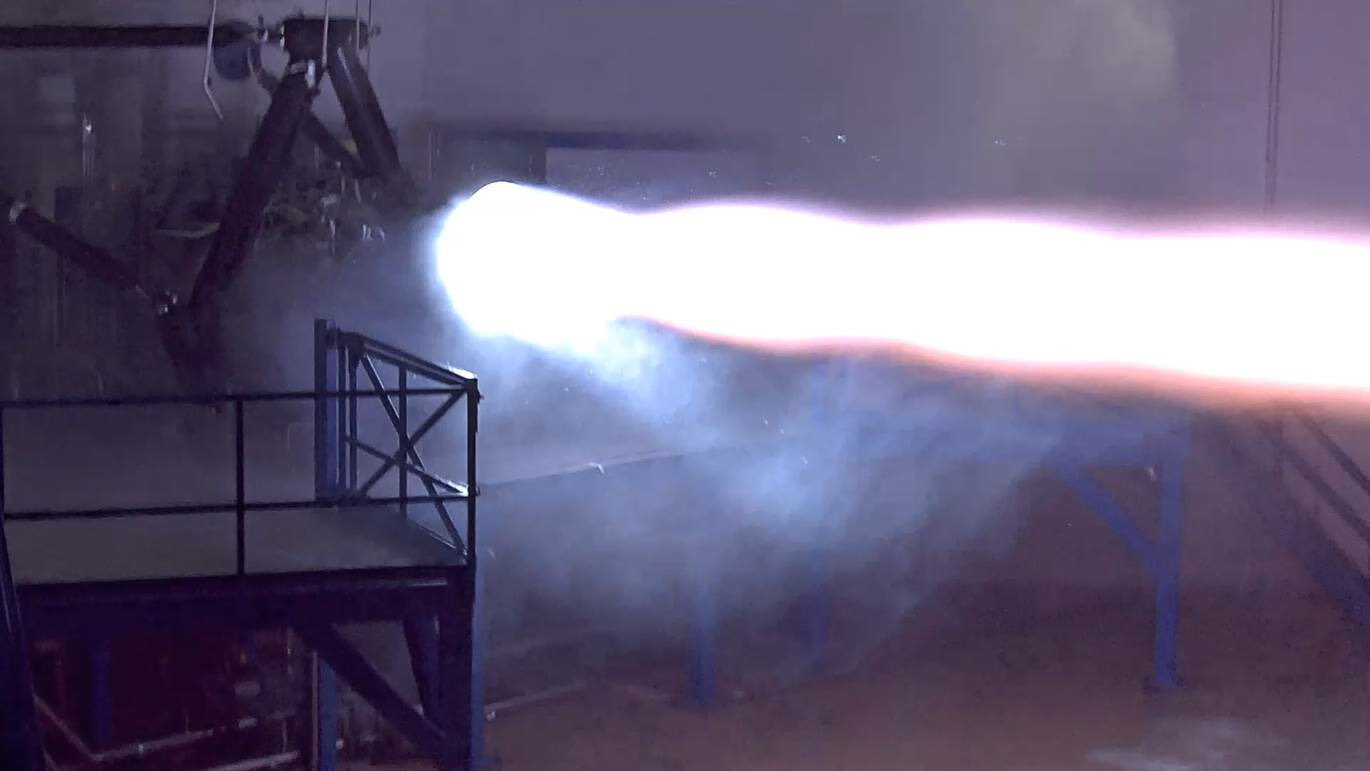
Första uppstartsprov av en Raptor-utvecklingsmotor den 25 september 2016 vid McGregor i Texas

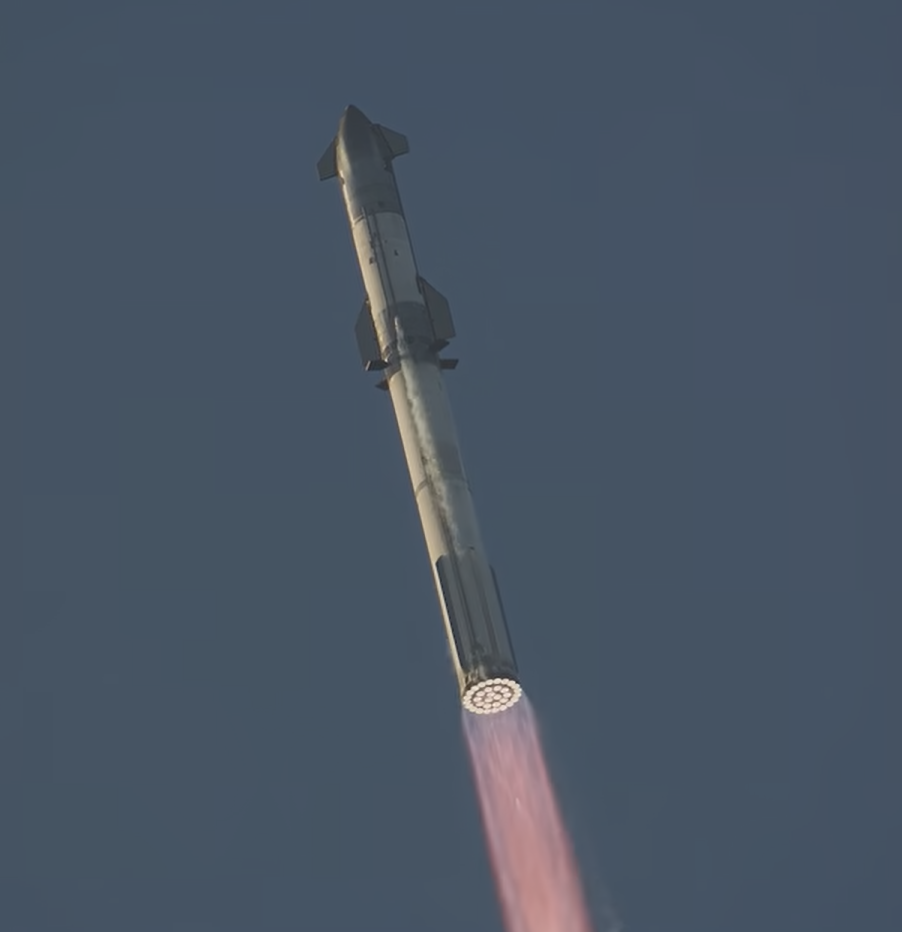
Andra uppskjutningen av Starship som använde 33 Raptor 2 motorer

Raptor är en flerstegad raketmotor som förbränner flytande metan och flytande syre som oxidationsmedel, under utveckling av det amerikanska företaget SpaceX. Motorn används till en fullt återanvändbar bärraket och rymdfarkost, kollektivt refererade som Starship, under utveckling av SpaceX.

## Mekanisk sammansättning

Översiktsbild över flödet för en fullflödig flerstegs förbränningscykel (full flow staged combustion cycle).

Motorn har en fullflödig flerstegs förbränningscykel vilket innebär att både bränsle och oxidationsmedel lämnar motorn endast genom förbränningskammaren. Inget bränsle lämnar motorn oförbränt till skillnad från företagets mer ineffektiva Merlin-motorer med gasgeneratorcykel. För att uppnå detta sker förbränningen i flera steg. Raptorn har totalt tre förbränningskamrar, två mindre som driver turbopumparna och en större där den huvudsakliga förbränningen sker. De två mindre förbränningskamrarna har syrerik respektive bränslerik förbränning. I den syrerika förbränningskammaren bildas en mycket varm syrerik gas som kan oxidera nästan allt på grund av värmen och den höga koncentrationen av syre då i och med den termiska rekationsökningen. En av de största utmaningarna i utvecklingen av motorn var att skapa en legering som klarar höga tryck, temperaturer och att vara motståndskraftigt mot oxideringen.

## Kemisk process

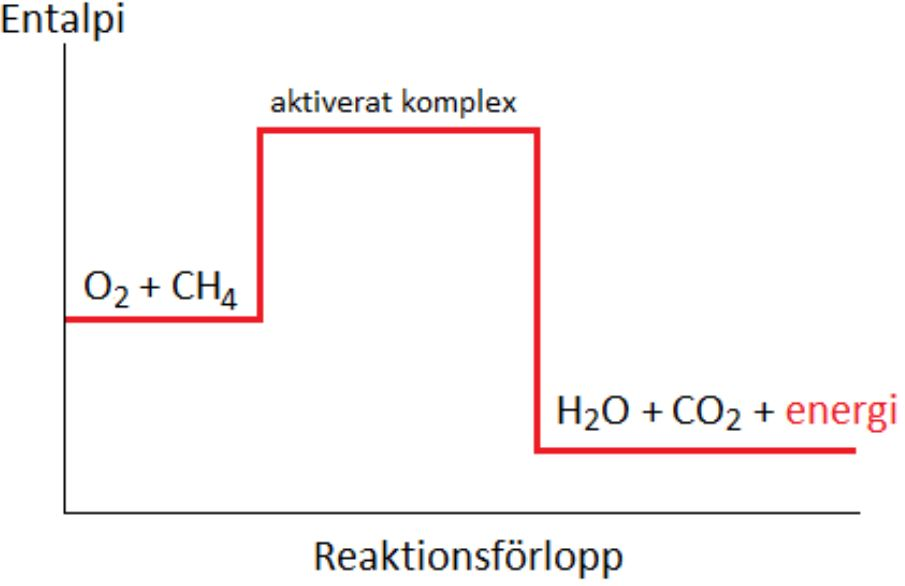
Entalpiförloppet av reaktionen mellan syre och metan i förbränningskammaren.

I förbränningskammaren reagerar syre) med metan och bildar vatten samt koldioxid i en reaktion där syret är oxidationsmedlet. Detta är en exoterm reaktion då produkten har lägre entalpi än reaktanterna.
Som entalpidiagramet visar behövs en aktiveringsenergi innan reaktionen kan ske. Aktiveringsenergin används till att bryta bindningarna mellan de individuella atomerna som metanet och syret består av. Detta uppbrutna stadium kallas "aktiverat komplex". Kemiska bindningar kräver energi för att brytas och de frigör energi när de bildas. Aktiveringsenergin fås av fackeltändare. Fackeltändarna fungerar genom att små mängder bränsle och oxidationsmedel blandas och förbränns. När tändarna väl inducerat reaktionen, förutsatt att bränsle och oxidationsmedel tillsätts, behövs inte längre värmeenergin från tändaren. Då reaktionen är exoterm används en del av den frigjorda energin från andra bildade bindningar att bryta bindningar och reaktionen blir på så sätt självständig, förutsatt att bränsle och oxidationsmedel tillförs kontinuerligt.

## Miljöpåverkan
Metangas som släpps ut oförbränt i atmosfären, så kallad flyktig metangas, är en mycket potent växthusgas. I förbränningskammaren förbränns metanet till vatten och koldioxid och därför undviks flyktig metangas. Blandningsförhållandet i brännkammaren ger en förbränning av 1,00 kg metan (CH4) och 4,55 kg syre (O2) vilket skapar 2,75 kg koldioxid (CO2). Vattnets massa kan då beräknas till cirka 2,8 kg.
Vatten, i gasform, är en potent växthusgas. Vattenångas klimatpåverkan är vad vetenskapsmän kallar en positiv feedbackloop. Växthusgas som vatten är kommer temperaturen öka i atmosfären och mer vatten avdunstar från hav, sjöar, floder och våtmarker. Växthuseffekten värmer även luften som nu kan hålla mer vatten. När jorden blir varmare smälter isarna vilket i sin tur hindrar ljus från solen att harmlöst studsa ut i rymden igen och inte bidra till uppvärmning. NASA anser detta vara en mycket stark feedbackloop. Sammantaget kan då en relativt liten mängd vattenånga bidra till stor klimatförändring.

## Källhänvisning
1. ↑  ”SpaceX inlägg på X” (på engelska). x.com. https://x.com/SpaceX/status/1819772716339339664. Läst 11 juli 2025.
2. ↑  ”SpaceX inlägg på X” (på engelska). x.com. https://x.com/SpaceX/status/1819795288116330594. Läst 11 juli 2025.
3. ↑  ”Starship”. SpaceX. https://www.spacex.com/vehicles/starship/. Läst 22 april 2021.
4. ↑  Sippel, Martin; Yamashiro, Ryoma; Cremaschi, Francesco (10 maj 2012). ”Staged Combustion Cycle Rocket Engine Design Trade-offs for Future Advanced Passenger Transport”. Arkiverad från originalet den 19 mars 2014. https://web.archive.org/web/20140319145738/http://elib.dlr.de/78208/1/Prop2012-2.pdf. Läst 27 maj 2021.
5. ↑  Oskar J. Haidn (11 juli 2008). ”Advanced Rocket Engines”. https://www.macro-inc.com/NASADocs/AdvanceRocketEnginesEN-AVT-150-06.pdf. Läst 27 maj 2021.
6. ↑  ”Musk goes for methane-burning reusable rockets as step to colonise Mars | Hyperbola”. web.archive.org. 11 juni 2016. Arkiverad från originalet den 11 juni 2016. https://web.archive.org/web/20160611083349/http://seradata.com/SSI/2012/11/musk_goes_for_methane-burning/. Läst 16 mars 2021.
7. ↑  ”SpaceX scrubs Starhopper’s final Raptor-powered flight as Elon Musk talks “finicky” igniters”. Teslarati.com. 27 augusti 2019. https://www.teslarati.com/spacex-scrubs-final-starhopper-flight-test-elon-musk/. Läst 15 april 2021.
8. ↑  Richard Muller. ”Fugitive Methane and Greenhouse Warming”. Berkeley Earth. Arkiverad från originalet den 8 september 2021. https://web.archive.org/web/20210908155859/http://static.berkeleyearth.org/memos/fugitive-methane-and-greenhouse-warming.pdf. Läst 20 april 2021.
9. ↑  Elon Musk (7 maj 2020). ”Starship + Super Heavy propellant mass is 4800 tons (78% O2 & 22% CH4). I think we can get propellant cost down to ~$100/ton in volume, so ~$500k/flight. With high flight rate, probably below $1.5M fully burdened cost for 150 tons to orbit or ~$10/kg.”. Twitter. https://twitter.com/elonmusk/status/1258580078218412033. Läst 20 april 2021.
10. ↑  Ehinger, Magnus (2015). Kemi 1. sid. 153. Läst 20 april 2021
11. 1 2  Kathryn Hansen (17 november 2008). ”Water Vapor Confirmed as Major Player in Climate Change”. NASA. Arkiverad från originalet den 15 april 2021. https://web.archive.org/web/20210415101930/https://www.nasa.gov/topics/earth/features/vapor_warming.html. Läst 20 april 2021.
12. ↑  ”Physical Properties of Air”. NASA. https://sealevel.jpl.nasa.gov/ocean-observation/understanding-climate/air-and-water. Läst 20 april 2021.
13. ↑  ”The Study of Earth as an Integrated System”. NASA. https://climate.nasa.gov/nasa_science/science/. Läst 22 april 2021.